# سیسکیل
سیسکیل (به انگلیسی: Seascale) یک روستا و محله مدنی در بریتانیا است که در Copeland واقع شده‌است. سیسکیل ۱٬۷۵۴ نفر جمعیت دارد.